# Christos Yannaras
Christos Yannaras (n. 10 aprilie 1935, Atena, Regatul Greciei – d. 24 august 2024, Kythira, Administrația descentralizată a Atticii⁠(d), Grecia) a fost un important filozof și teolog al Bisericii Greciei.

## Biografie
Christos Yannaras a studiat teologia și filozofia la Atena, Bonn și Paris, iar disertația de doctorat și-a susținut-o la Facultatea de Litere din Paris (Sorbona) și la Facultatea de Teologie a Universității din Tesalonic. Este membru al Academiei Internaționale de Științe Religioase și membru în comitetul director al revistea Concilium. Până în anul 2005 a fost profesor la Institutul de Științe Politice din Atena și la Universitatea de Științe Sociale și Politice Panteon din Atena.

### Cărți în limba greacă
- Yannaras, C, Adevărul și unitatea Bisericii, Grigoris, Atena, 1977
- Yannaras, C, Heidegger și Areopagitul, Ed. a II-a, Domos, Atena, 1977
- Yannaras, C, Libertatea Moralei, Ed. a III-a, Atena, 1989
- Yannaras, C, Introducere în filozofie, Ed. a III-a, Domos, Atena, 1990
- Yannaras, C, Persoană și eros, Ed. a IV-a, Domos, Atena, 1987
- Yannaras, C, Criza profeției, Ed. a IV-a, Domos, Atena, 1987
- Yannaras, C, Raționalism și practică socială, Domos, Atena, 1984
- Yannaras, C, Ontologie critică, Domos, Atena, 1992
- Yannaras, C, Capitole de teologie politică, Grigoris, Atena, 1983
- Yannaras, C, Comentariu la Cântarea Cântărilor, Ed. a III-a, Domos, Atena, 1992
- Yannaras, C, Refugiul ideilor, Ed. a IV-a, Domos, Atena, 1990

### Cărți în limba engleză
- Postmodern Metaphysics Brookline, MA: Holy Cross Orthodox Press, 2005. (ISBN 1-885652-80-1)
- On the Absence and Unknowability of God: Heidegger and the Areopagite T & T Clark, 2005. (ISBN 0-567-08806-5) first published in 1967
- Variations on the Song of Songs Brookline, MA: Holy Cross Orthodox Press, 2004. (ISBN 1-885652-82-8)
- Elements of Faith: An Introduction to Orthodox Theology T & T Clark, 1991. (ISBN 0-567-29190-1)
- The Freedom of Morality Crestwood, NY: St. Vladimir's Seminary Press, 1984. (ISBN 0-88141-028-4)

### Cărți în limba română
- Yannaras, Christos, Ortodoxie și Occident, Editura Bizantină Arhivat în 2 noiembrie 2008, la Wayback Machine., București, 1995
- Yannaras, Christos, Abecedar al credinței – Introducere în teologia ortodoxă, Editura Bizantină Arhivat în 2 noiembrie 2008, la Wayback Machine., București, 1996
- Yannaras, Christos, Heidegger și Areopagitul, Editura Anastasia, București, 1996
- Yannaras, Christos, Foamea și setea, Editura Anastasia, București, 2000
- Yannaras, Christos, Libertatea moralei, Editura Anastasia, București, 2002
- Yannaras, Christos, Persoana si Eros, Editura Anastasia, Bucuresti, 2000
- Yannaras, Christos, Împotriva religiei, Editura Anastasia, Bucuresti, 2011.